# Гуйганов, Александр Михайлович
Александр Михайлович Гуйганов (род. 20 августа 1962, Севастополь) — советский и украинский футболист, защитник и полузащитник, украинский и российский тренер.

## Биография

### Игровая карьера
Воспитанник севастопольской ДЮСШОР, первый тренер — В. Е. Литвинов. Во взрослом футболе дебютировал в 1979 году в составе местной «Атлантики», выступавшей во второй лиге.
В ходе сезона 1980 года перешёл в киевское «Динамо», но в первые годы выступал только за дубль. В основной команде киевлян дебютировал 3 мая 1983 года в игре высшей лиги против минских одноклубников, проведя на поле все 90 минут. Всего за киевский клуб сыграл 8 матчей в высшей лиге.
Вызывался в молодёжную сборную СССР, участник отборочных матчей чемпионата Европы 1984 года.
В 1984 году по инициативе Валерия Лобановского, вместе с ещё двумя игроками «Динамо» — Игорем Савельевым и Александром Исаевым — был направлен в симферопольскую «Таврию», в её составе провёл один сезон в первой лиге. Был игроком основного состава «Таврии», сыграв 39 матчей, однако команда выступила неудачно и вылетела из первой лиги.
Весной 1985 года перешёл в днепропетровский «Днепр», но перед стартом сезона получил травму, из-за чего пробиться в основной состав не смог. Проведя полсезона в дублирующем составе «Днепра» (11 матчей и 1 гол), вернулся в родной Севастополь. В 1985—1986 годах выступал во второй лиге за «Атлантику». В 1986 году принимал участие в контрольном матче сборной Крыма против сборной СССР (2:3).
В середине сезона 1986 года во второй раз пришёл в «Таврию». В её составе — победитель зонального турнира второй лиги и чемпион Украинской ССР 1987 года, полуфиналист Кубка СССР 1986/87. В полуфинальном матче против минского «Динамо» ему сломали нос. Всего в 1984 и 1986—1990 годах сыграл за «Таврию» около 200 матчей.
В 1991 году выступал в высшей лиге СССР за запорожский «Металлург», провёл в его составе 16 матчей. Дебютный матч сыграл в первом туре, 11 марта 1991 года против московского «Спартака» (2:1).
В 1991—1993 годах играл во втором дивизионе Польши за «ГКС Белхатув».
В начале 1994 года вернулся в Севастополь и в течение года играл за «Чайку» во второй лиге Украины. В начале следующего года перешёл в другой свой бывший клуб — запорожский «Металлург», выступавший в высшей лиге. Дебютный матч в высшей лиге Украины сыграл 4 марта 1995 года против «Кривбасса», а всего провёл 26 матчей.
Весной 1996 года выступал в первом дивизионе России за нижнекамский «Нефтехимик», после чего завершил профессиональную карьеру.
В дальнейшем играл за любительские клубы Севастополя.

### Тренерская карьера
В 1997—1999 годах тренировал любительский клуб «Горняк» (Балаклава). Затем некоторое время работал в севастопольской «Чайке» ассистентом Валерия Петрова, а в конце 2001 года исполнял обязанности главного тренера клуба. В 2002—2005 годах, после формирования нового клуба ПФК «Севастополь», снова работал ассистентом Петрова, а в сезоне 2004/05 некоторое время исполнял обязанности главного тренера.
Затем много лет работал детским тренером в Севастополе, в том числе в ДЮСШ № 3 и № 5.

## Личная жизнь
Сын Матвей (род. 1994) тоже стал профессиональным футболистом.